# آربیتو
آربیتو (به اسپانیایی: Arbieto) یک منطقهٔ مسکونی در بولیوی است که در کانتون آربیتو واقع شده‌است. آربیتو ۱٬۳۴۷ نفر جمعیت دارد.